# 大卫·罗宾逊
大衛·莫里斯·羅賓森（英語：David Maurice Robinson，1965年8月6日—），出生於美國佛罗里达州的基韋斯特，為前美国职业篮球运动员，場上位置為中锋，身高216公分。羅賓森在1987年NBA选秀大會中被圣安东尼奥马刺以首轮第一顺位选中，因为堅持先於美国海军以軍官身份服役，故球迷昵称其為「海軍上將」（The Admiral）。
在進入聖安東尼奧馬刺後，羅賓森立即成為隊上重要的即戰力，十四年職業生涯全部奉獻給馬刺，被普遍認為是聯盟歷史最偉大的長人球員之一。在他職業生涯中馬刺唯一最慘的球季是他因背傷而缺陣的情形。他最知名的便是與馬刺另一位傳奇大前鋒，也是後輩的提姆·鄧肯亦師亦友的情誼，在生涯末期羅賓森自願退居二線全力輔佐鄧肯，也造就了聯盟最為知名的雙塔傳奇。
羅賓森曾十次入選全明星陣容，新秀赛季获选年度最佳新秀；1999年与2003年幫助马刺奪得總冠軍。1995年榮獲年度最有價值球員；四次入选年度第一隊；四次入选最佳防守阵容第一隊；获得一次得分王、一次阻攻王和一次篮板王。此外他也是兩屆奧運會金牌得主（1992年、1996年）。2009年9月11日，羅賓森和麥可·乔丹、約翰·史塔克頓、傑瑞·史隆、C·薇薇安·史金格一同入選奈史密斯籃球名人紀念堂。
羅賓森在禁區的進攻主宰能力十分優秀，同時也有著長人少見的速度和抄截能力，曾於比賽中拿到“大四喜”數據；1995年攻下職業生涯單場最高的71分。其偉大成就與俠客·歐尼爾、派屈克·尤英、哈基姆·歐拉朱萬並稱為90年代的聯盟四大中鋒。

## 早年生活
大衛·羅賓森於1965年8月6日出生在佛羅里達州的基韋斯特，是安布羅斯（Ambrose Robinson）和弗瑞達·羅賓森（Freda Robinson）的第二個孩子。當時羅賓森的繼父仍於美國海軍服役，為此他們家曾搬遷了好幾次。當他的繼父從海軍退役後，羅賓森一家正式定居在維吉尼亞州的伍德布里奇。在當地的學校，羅賓森除了學業成績優秀之外，也擅長除了籃球之外的其他體育運動。就讀初中後，羅賓森的身高一下就竄到了5尺9寸，於是他開始接觸籃球這項運動，也加入了校隊，但因為長期被教練安置在板凳上，沒有堅持多久便放棄了。升上高中後，由於羅賓森的繼父退役後便在位於華盛頓特區邊上的維吉尼亞州維吉尼亞州馬納薩斯擔任工程師，於是他進入了當地的奧斯本公園高中。
在羅賓森高中生涯後期，他的身高又迅速增長到6尺7寸，但是他從沒打過有組織的籃球或參加過任何籃球訓練營。當教練把這個瘦高個排進籃球隊的名單時，羅賓森獲得了無數的榮譽與尊敬，但奧斯本公園高中並非甚麼籃球名校，所以也沒有吸引到任何籃球名校的青睞。當羅賓森在學術水準測驗考試（SAT）中取得了1320分（滿分1600分）的優異成績後，他選擇追隨父親腳步，進入美國海軍學院就讀，並主修數學。

## 大學生涯和服役

海軍中尉

在美國海軍學院的歷史上，羅賓森被廣泛認為是最好的中鋒。他跟隨了他的偶像拉尔夫·桑普森選擇了50號球衣。羅賓森大一賽季的表現並不理想，場均得分也僅有7.6分。當他為美國海軍學院籃球隊打第一場正式比賽時，他的身高已經來到了6尺9寸，在隨後的大學生涯中他又長到了7尺，開始變得極具破壞力。羅賓森大二賽季場均23.6分。大三賽季場均得到22.7分，且以場均13個籃板領先大學籃壇，還創下了場均5.9次阻攻的分區紀錄。羅賓森曾在一場比賽中送出了14次阻攻，一舉打破美國海軍學院紀錄，而賽季共207次的阻攻數也是隊史最高。大四賽季羅賓森以場均28.2分、11.8個籃板以及4.5次阻攻毫無爭議地獲選為美國年度最佳籃球員，並贏得了大學生涯裡最負盛名的兩座球員獎項－奈史密斯學院年度最佳球員獎和約翰·伍登獎，同時他也入選了最佳海軍球員第一陣容。整個大學生涯中，大衛·羅賓森一共創下了30項美國海軍學院的紀錄，榮膺過兩次全國阻攻王和籃板王。他還是單季兩雙次數最多的人（31次）。在即將畢業的時候，羅賓森獲得了參加1987年NBA選秀的資格，他在首輪第一順位被聖安東尼奧馬刺選中；然而，馬刺隊不得不等待兩年，因為羅賓森必須先履行海軍的服役義務。
在海軍學院裡，羅賓森是一名出眾的全能球員，同時他還是個優秀的棋手。在海軍學院為新生設置的體能測驗中，羅賓森甚至在體操測試中高居榜首。他的身高更讓他的身體素質鶴立雞群。當時海軍學院的身高限制是6尺6寸，但羅賓森加入海軍學院時的身高已經來到了6尺8寸，即使如此海軍學院仍決定破例錄取他。當羅賓森自美國海軍學院畢業後，美國海軍部長約翰·雷曼眼見羅賓森是個人才，便把他塞去了一個土木工兵團訓練計劃裡，並免除了羅賓森三年的服役期，亦即他只需服役兩年即可加盟聖安東尼奧馬刺。即便如此，羅賓森仍然作為一名海軍後備役，雖然被球迷戲稱為“海軍上將”，但羅賓森實際上在海軍的軍銜是中尉。

### 大學統計數據
| 賽季    | 大學         | 上場次數 | 先發次數 | 上場時間 | 投篮命中率 | 三分球命中率 | 罚球命中率 | 篮板 | 助攻 | 抄截 | 阻攻 | 得分 |
| ------- | ------------ | -------- | -------- | -------- | ---------- | ------------ | ---------- | ---- | ---- | ---- | ---- | ---- |
| 1983–84 | 美國海軍學院 | 28       | 0        | 13.3     | 62.3       | ...          | 57.5       | 4.0  | 0.2  | 0.3  | 1.3  | 7.6  |
| 1984–85 | 美國海軍學院 | 32       | ...      | 33.6     | 64.4       | ...          | 62.6       | 11.6 | 0.6  | 0.8  | 4.0  | 23.6 |
| 1985–86 | 美國海軍學院 | 35       | 35       | 33.9     | 60.7       | ...          | 62.8       | 13.0 | 0.7  | 1.7  | 5.9  | 22.7 |
| 1986–87 | 美國海軍學院 | 32       | 32       | 34.6     | 59.1       | 100.0        | 63.7       | 11.8 | 1.0  | 2.1  | 4.5  | 28.2 |
| 生涯    |              | 127      | 67       | 29.5     | 61.3       | 100.0        | 62.7       | 10.3 | 0.6  | 1.3  | 4.1  | 21.0 |

## 生平
1989年进入NBA，曾在1999年和2003年帮助圣安东尼奥马刺夺得总冠军。在2003年退休。生涯打过10次明星赛，获得1995年年度最佳球员，职业生涯场均得到21.1分、10.6个篮板、2.5次助攻、1.41次抢断和2.99个盖帽，平均投篮命中率51.8%，三分球命中率25%，罚球命中率73.6%。1995年拿下生涯最高單場得分71分。
直至2008年3月，大卫·罗宾逊是NBA史上四位在單場取得「四雙」（得分、籃板、阻攻、助攻、抄截其中四項）的球員其中之一（其餘3位是：哈基姆·奧拉祖雲、阿爾文·羅伯遜，内特·瑟蒙德）。
他未加盟圣安东尼奥马刺前，毕业于海军学院，主修數學；87年当他在学院毕业，并开始到军队服役两年，海軍中尉退伍。羅賓森在1988年入選美國男子籃球代表隊，出战汉城奥运，结果他就向军方「请假」；可惜當時礙於FIBA的規則，奧運籃球選手只能由業餘選手、大學生籃球員、或其他NBA以外的職業籃球選手代表參加。美國當年最後派出NCAA籃球選手組成的隊伍，最终只得铜牌。
1992年巴塞隆拿奥运以马刺主力中锋身份入选梦幻一队，并顺利全胜封王；1996年亚特兰大奥运，大卫罗宾逊入选梦幻三队，顺利取得第2面金牌。
羅賓森效力馬刺的年代，除了96~97球季因為背傷問題缺陣外，其它年都能打進季後賽，唯獨生涯前期因為季後賽成績與許多球迷心中盼望的差距頗大，因此也曾飽受不少抨擊，包括前馬刺隊友丹尼斯·羅德曼也曾在比賽後批評自家老大哥。

### 重傷缺陣，再創傳奇的起點
1997年為羅賓森與馬刺另一個轉捩點。那時羅賓森因傷勢的原因缺席了大半球季，球隊在失去禁區靠山後只打出20勝62敗的難堪成績，也就此得到了選秀狀元籤，在這時馬刺挑中了進入選秀的提姆·鄧肯。由於是羅賓森的缺席間接導致馬刺的爛成績而選中鄧肯，因此當時也有不少嘲諷的言語「羅賓森替馬刺帶來了鄧肯」。然而，籃球史上廣為佳話的雙塔陣營也因此誕生了。

### 雙塔傳奇與兩次冠軍
在鄧肯加入後所組成的雙塔陣營，馬刺一下就比上個球季多進帳了36勝，雖然羅賓森在此時的得分能力已有逐漸下滑的趨勢，但是羅賓森願意以防守線為主，一邊替球隊搶勝一邊提攜鄧肯。
隔年因罷工而縮短的1998-1999 NBA賽季，兩人更一舉拿下馬刺隊史第一座冠軍。在這之後,原先批評羅賓森打球太軟弱的言論也就漸漸消失。此後的馬刺也是季後賽的常客。 雖然面臨沙奎尔·奥尼尔和柯比·布萊恩「OK組合」所率領的紫軍軍團使的馬刺往往為之慘虧，但是在一連串的新血加入，由馬努·吉諾比利、東尼·帕克與鄧肯組成的「GDP三劍客」已漸成為完全體，馬刺迎來了更完整的陣容。而羅賓森在03年時場均得分已下滑至8.5分，但是在一幫年輕球員的努力以及自身的經驗輔佐下，馬刺在03年再度贏得一座冠軍，在這美好的氣息中，羅賓森正式光榮退役。

## 球員資料
羅賓森是少見的左撇子中鋒，由於出手位子不同所以讓防守方的球員會一時無法適應，並且亦有不亞於哈基姆·歐拉朱萬的速度與彈跳能力。羅賓森也是偏向技巧為主的中鋒，在防守與得分方面皆能取得一定的平均，雖說沒有明顯的得分爆發力但是都能維持一定的穩定數據。
羅賓森打球心思穩定成熟，以團隊為主的球風也是讓馬刺隊至此打下了團隊籃球的基礎。

## 職業生涯數據

### NBA例行賽數據統計
| 賽季     | 球隊           | 出賽 | 先發 | 平均上場時間(分鐘) | 投籃命中率(%) | 三分球命中率(%) | 罰球命中率(%) | 平均籃板 | 平均助攻 | 平均抄截 | 平均阻攻 | 平均得分 |
| -------- | -------------- | ---- | ---- | ------------------ | ------------- | --------------- | ------------- | -------- | -------- | -------- | -------- | -------- |
| 1989–90  | 聖安東尼奧馬刺 | 82*  | 81   | 36.6               | 53.1          | 0.0             | 73.2          | 12.0     | 2.0      | 1.7      | 3.9      | 24.3     |
| 1990–91  | 聖安東尼奧馬刺 | 82*  | 81   | 37.7               | 55.2          | 14.3            | 76.2          | 13.0*    | 2.5      | 1.5      | 3.9      | 25.6     |
| 1991–92  | 聖安東尼奧馬刺 | 68   | 68   | 37.7               | 55.1          | 12.5            | 70.1          | 12.2     | 2.7      | 2.3      | 4.5*     | 23.2     |
| 1992–93  | 聖安東尼奧馬刺 | 82   | 82   | 39.2               | 50.1          | 17.6            | 73.2          | 11.7     | 3.7      | 1.5      | 3.2      | 23.4     |
| 1993–94  | 聖安東尼奧馬刺 | 80   | 80   | 40.5               | 50.7          | 34.5            | 74.9          | 10.7     | 4.8      | 1.7      | 3.3      | 29.8*    |
| 1994–95  | 聖安東尼奧馬刺 | 81   | 81   | 38.0               | 53.0          | 30.0            | 77.4          | 10.8     | 2.9      | 1.7      | 3.2      | 27.6     |
| 1995–96  | 聖安東尼奧馬刺 | 82   | 82   | 36.8               | 51.6          | 33.3            | 76.1          | 12.2     | 3.0      | 1.4      | 3.3      | 25.0     |
| 1996–97  | 聖安東尼奧馬刺 | 6    | 6    | 24.5               | 50.0          | 0.0             | 65.4          | 8.5      | 1.3      | 1.0      | 1.0      | 17.7     |
| 1997–98  | 聖安東尼奧馬刺 | 73   | 73   | 33.7               | 51.1          | 25.0            | 73.5          | 10.6     | 2.7      | 0.9      | 2.6      | 21.6     |
| 1998–99† | 聖安東尼奧馬刺 | 49   | 49   | 31.7               | 50.9          | 0.0             | 65.8          | 10.0     | 2.1      | 1.4      | 2.4      | 15.8     |
| 1999–00  | 聖安東尼奧馬刺 | 80   | 80   | 32.0               | 51.2          | 0.0             | 72.6          | 9.6      | 1.8      | 1.2      | 2.3      | 17.8     |
| 2000–01  | 聖安東尼奧馬刺 | 80   | 80   | 29.6               | 48.6          | 0.0             | 74.7          | 8.6      | 1.5      | 1.0      | 2.5      | 14.4     |
| 2001–02  | 聖安東尼奧馬刺 | 78   | 78   | 29.5               | 50.7          | 0.0             | 68.1          | 8.3      | 1.2      | 1.1      | 1.8      | 12.2     |
| 2002–03† | 聖安東尼奧馬刺 | 64   | 64   | 26.2               | 46.9          | 0.0             | 71.0          | 7.9      | 1.0      | 0.8      | 1.7      | 8.5      |
| 生涯     |                | 987  | 985  | 34.7               | 51.8          | 25.0            | 73.6          | 10.6     | 2.5      | 1.4      | 3.0      | 21.1     |
| 明星賽   |                | 10   | 3    | 18.4               | 58.8          | 0.0             | 69.5          | 6.2      | 0.8      | 1.3      | 1.3      | 14.1     |

### NBA季後賽數據統計
| 季後賽   | 球隊           | 出賽 | 先發 | 平均上場時間(分鐘) | 投籃命中率(%) | 三分球命中率(%) | 罰球命中率(%) | 平均籃板 | 平均助攻 | 平均抄截 | 平均阻攻 | 平均得分 |
| -------- | -------------- | ---- | ---- | ------------------ | ------------- | --------------- | ------------- | -------- | -------- | -------- | -------- | -------- |
| 1989–90  | 聖安東尼奧馬刺 | 10   | 10   | 37.5               | 53.3          | 0.0             | 67.7          | 12.0     | 2.3      | 1.1      | 4.0      | 24.3     |
| 1990–91  | 聖安東尼奧馬刺 | 4    | 4    | 41.5               | 68.6          | 0.0             | 86.8          | 13.5     | 2.0      | 1.5      | 3.8      | 25.8     |
| 1992–93  | 聖安東尼奧馬刺 | 10   | 10   | 42.1               | 46.5          | 0.0             | 66.4          | 12.6     | 4.0      | 1.0      | 3.6      | 23.1     |
| 1993–94  | 聖安東尼奧馬刺 | 4    | 4    | 36.5               | 41.1          | 0.0             | 74.1          | 10.0     | 3.5      | 0.8      | 2.5      | 20.0     |
| 1994–95  | 聖安東尼奧馬刺 | 15   | 15   | 41.5               | 44.6          | 20.0            | 81.2          | 12.1     | 3.1      | 1.5      | 2.6      | 25.3     |
| 1995–96  | 聖安東尼奧馬刺 | 10   | 10   | 35.3               | 51.6          | 0.0             | 66.7          | 10.1     | 2.4      | 1.5      | 2.5      | 23.6     |
| 1997–98  | 聖安東尼奧馬刺 | 9    | 9    | 39.2               | 42.5          | 0.0             | 63.5          | 14.1     | 2.6      | 1.2      | 3.3      | 19.4     |
| 1998–99† | 聖安東尼奧馬刺 | 17   | 17   | 35.3               | 48.3          | 0.0             | 72.2          | 9.9      | 2.5      | 1.6      | 2.4      | 15.6     |
| 1999–00  | 聖安東尼奧馬刺 | 4    | 4    | 38.8               | 37.3          | 0.0             | 76.2          | 13.8     | 2.5      | 1.8      | 3.0      | 23.5     |
| 2000–01  | 聖安東尼奧馬刺 | 13   | 13   | 31.5               | 47.2          | 0.0             | 69.5          | 11.8     | 1.7      | 1.3      | 2.4      | 16.6     |
| 2001–02  | 聖安東尼奧馬刺 | 4    | 4    | 20.3               | 47.4          | 0.0             | 0.0           | 5.8      | 1.3      | 0.8      | 0.8      | 4.5      |
| 2002–03† | 聖安東尼奧馬刺 | 23   | 23   | 23.4               | 54.2          | 0.0             | 66.7          | 6.6      | 0.9      | 0.8      | 1.3      | 7.8      |
| 生涯     |                | 123  | 123  | 34.3               | 47.9          | 10.0            | 70.8          | 10.6     | 2.3      | 1.2      | 2.5      | 18.1     |

## 榮譽
2009年與與麥可·喬丹和約翰·斯托克頓一同進入奈史密斯籃球名人紀念堂。
2013年，進入FIBA名人堂。

## 家庭
羅賓森已婚，有三名子女。

## 外部連結
- 大卫·罗宾逊在fiba.basketball（英语）
- 大卫·罗宾逊在archive.fiba.com（存檔）（英语）
- 大卫·罗宾逊在NBA官網（英语）
- 大卫·罗宾逊在Basketball-Reference.com（NBA）（英语）
- 大卫·罗宾逊在Basketball-Reference.com（國際）（英语）
- 大卫·罗宾逊在Sports-Reference.com（NCAA）（英语）
- 大卫·罗宾逊在ESPN（NBA）（英语）
- 大卫·罗宾逊在Eurobasket.com（球員）（英语）
- 大卫·罗宾逊在Proballers（英语）
- 大卫·罗宾逊在RealGM（英语）
- 大卫·罗宾逊在FIBA名人堂（英语）
- 大卫·罗宾逊在奈史密斯篮球名人纪念堂（英语）
- 大卫·罗宾逊在kicker（德语）
- 大卫·罗宾逊在Olympics.com（英语）
- 大卫·罗宾逊在Olympedia（英语）
- 大卫·罗宾逊在Team USA Hall of Fame（英语）